# 코흐 마테
코흐 마테 터마시(헝가리어: Koch Máté Tamás, 1999년 9월 17일~)는 헝가리의 펜싱 선수로 주 종목은 에페이다. 2024년 하계 올림픽에서 에페 단체전 금메달을 획득했으며 2023년 세계 선수권 대회 에페 개인전에서 금메달을 획득했다.

## 수상

### 수훈
- 장교십자 헝가리 공로장(2024년)